# Becadell gegant
El becadell gegant (Gallinago undulata) és una espècie d'ocell de la família dels escolopàcids (Scolopacidae) que habita pastures humides de les terres baixes de Colòmbia, Veneçuela i Guaiana, cap al sud fins al nord del Brasil, i més al sud, al sud-est del Brasil, el Paraguai i l'Uruguai.